# Order Gwiazda Kozackiej Chwały
Order Gwiazda Kozackiej Chwały (ukr. Орден Зірка козацької cлави Петро́ Сагайда́чний) – odznaczenie ukraińskie, ustanowione w 2008. Przyznawane za wybitne zasługi w aktywności naukowej, publicznej, społeczno-kulturalnej oraz innych na rzecz Międzynarodowego Związku Kozaków. Mogą nim być nagrodzeni również obcokrajowcy lub osoby nieposiadające obywatelstwa. 

## Wygląd
Order wykonany jest ze stopów miedzi, składa się z dwóch części, ma kształt wypukłej ośmiokątnej gwiazdy z promieniami rozbieżnymi. Promienie pionowe i poziome pokryte są niebieską emalią i ozdobione stylizowanymi ornamentami roślinnymi. Pośrodku gwiazdy (w osobnym detalu) umieszczony jest okrągły medalion na którym w kole umieszczono napis "ПЕТРО САГАЙДАЧНИЙ". W dolnej części ozdobiony gałązkami laurowymi i dwoma okrągłymi kryształami o średnicy 1,75 mm. W centrum medalionu na tle błękitnej, przezroczystej emalii przedstawiono złoconą płaskorzeźbę Hetmana zaporoskiego Piotra Konaszewicza Sahajdacznego. Na odwrocie został wygrawerowany numer seryjny oraz zapięcie.